# Plac Stulecia w Sosnowcu
Plac Stulecia w Sosnowcu (nazywany potocznie „Patelnią”) − centralny punkt Sosnowca, znajdujący się na zbiegu ulic Modrzejowskiej, Warszawskiej i 3 Maja, naprzeciwko dworca kolejowego Sosnowiec Główny, z którym połączony jest podziemnym pasażem handlowym. 
Po przebudowie oraz odrestaurowaniu okolicznych zabudowań plac jest miejscem spotkań sosnowiczan, a także atrakcją turystyczną. Usytuowane są przy nim jedne z najstarszych budynków miasta, zabytkowy dworzec kolejowy oraz pomnik Jana Kiepury.